# Street Racer (videogioco 1994)
Street Racer (ストリートレーサー?) è un simulatore di guida sviluppato da Vivid Image e pubblicato nel 1994 da Ubi Soft per Nintendo Entertainment System. Il videogioco ha ricevuto conversioni per Sega Mega Drive, PlayStation, Game Boy, MS-DOS, Amiga e una versione per Sega Saturn dal titolo Street Racer Extra.

## Modalità di gioco
In Street Racer è possibile controllare sette personaggi lungo 24 piste in diverse modalità di gioco, tra cui una multigiocatore in split screen fino ad otto partecipanti.